# Scott (cràter)

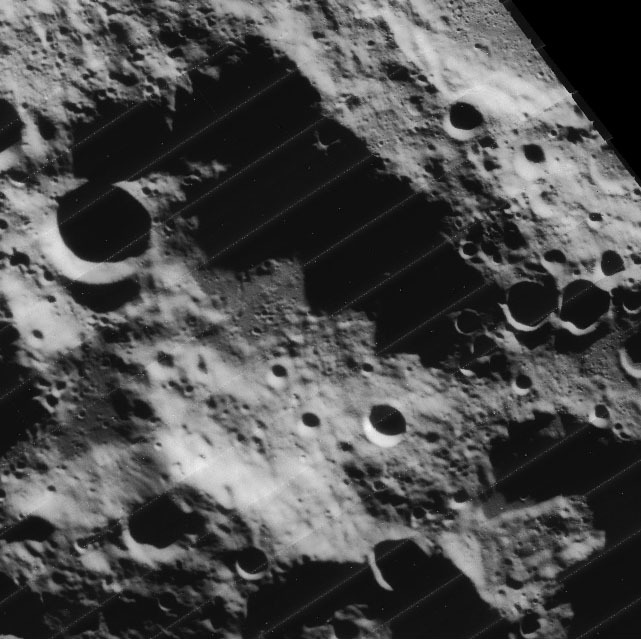
Una altra fotografia de la missió Lunar Orbiter 4

Scott és un cràter d'impacte situat prop del pol Sud de la Lluna. La seva ubicació prop del terminador lunar obstaculitza la seva observació, tant a causa de l'escorç del cràter vist des de la Terra com a la limitada llum solar que entra en la conca. De fet, l'extrem nord d'aquest cràter està en la foscor gairebé perpètua, i no ha estat cartografiat detalladament. Scott es troba entre el cràter de grandària similar Amundsen al sud-est i Schomberger al nord-oest. Just al nord-est es troba el cràter Demonax.

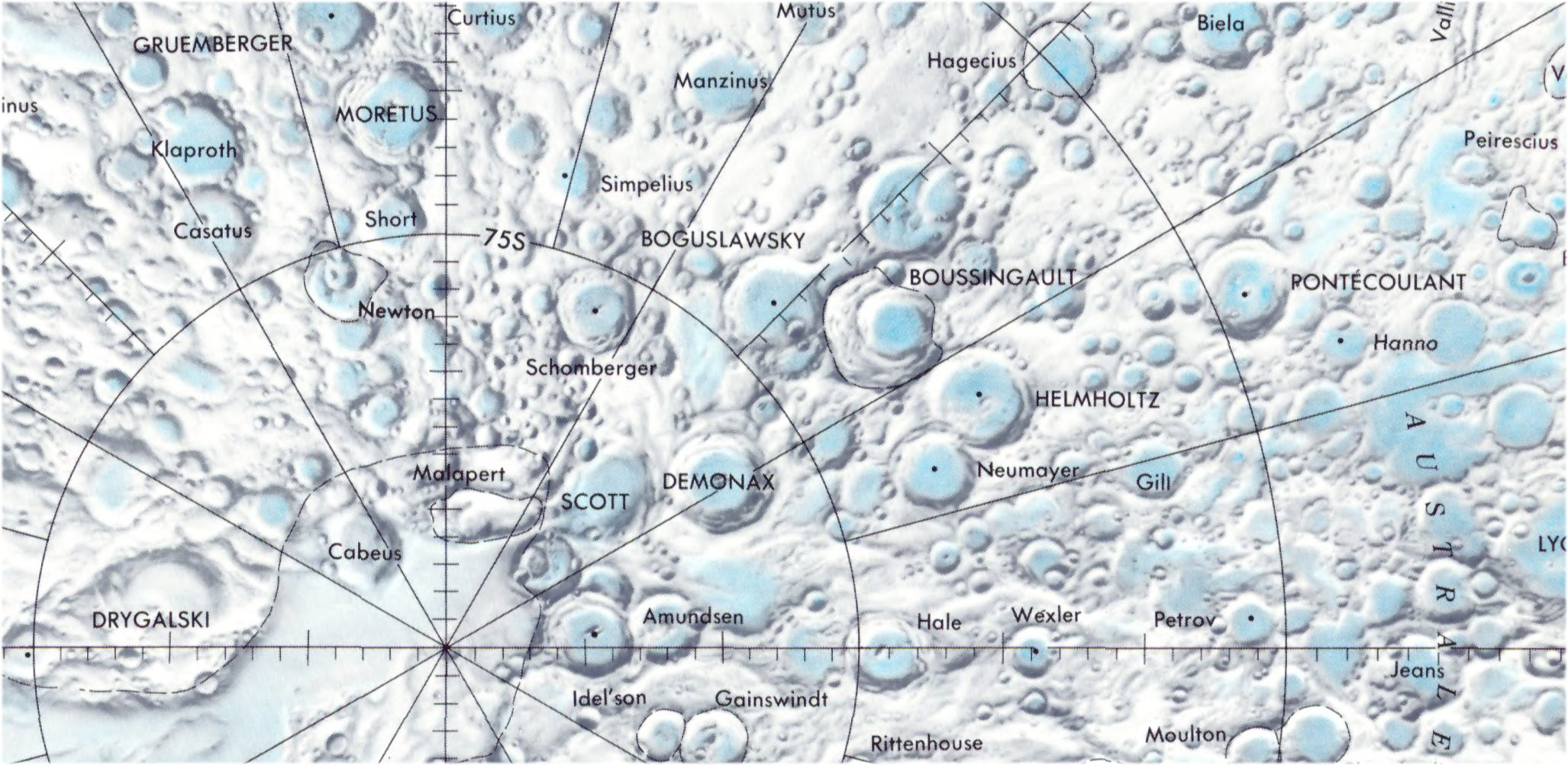
Localització d'Scott (per damunt i a la dreta del pol Sud lunar)

La vora d'aquest cràter ha estat molt erosionada, per la qual cosa el seu perfil apareix desgastat i amb una forma irregular, encara que la conca del cràter segueix sent aproximadament circular. Hi ha diversos cràters units a la vora exterior d'Scott per l'oest i el nord-oest, sent el millor format el cràter satèl·lit Scott Y. També apareix un petit cràter en la paret interior sud-oriental, i diversos cratererets minúsculs disseminats sobre el sòl intern. La superfície interior és més aspra en l'extrem sud, suavitzant-se i fent-se més plana cap a l'extrem nord, cobert d'ombra. No presenta un pic central en el punt mitjà del cràter.
La posició d'Scott, tant en relació amb Amundsen com amb el pol Sud lunar, està vinculada amb els exploradors antàrtics Roald Amundsen i Robert Falcon Scott i la seva carrera per ser els primers éssers humans a arribar al pol Sud de la Terra.

## Cràters satèl·lit
Per convenció aquests elements són identificats en els mapes lunars posant la lletra en el costat del punt central del cràter que està més proper a Scott.
|       | \| Scott \| Coordenades \| Diàmetre \| \| ----- \| ------------------------------------ \| -------- \| \| E \| 81° 06′ S, 35° 30′ E / 81.1°S,35.5°E \| 28 km \| \| M \| 84° 18′ S, 39° 42′ E / 84.3°S,39.7°E \| 1 km \| |          |
| Scott | Coordenades | Diàmetre |
| E     | 81° 06′ S, 35° 30′ E / 81.1°S,35.5°E | 28 km    |
| M     | 84° 18′ S, 39° 42′ E / 84.3°S,39.7°E | 1 km     |

Els següents cràters han estat canviats el nom pel UAI.
- Scott A - Vegeu Nobili.